# Кровь моей крови (фильм)
Кровь моей крови (итал. Sangue del mio sangue) — итальянский драматический фильм, снятый Марко Беллоккьо. Мировая премьера ленты состоялась 8 сентября 2015 года на Венецианском кинофестивале.

## Сюжет
Фильм рассказывает о монахине Бенедетте, которую обвиняют в ведьмовстве.